# Знаєнко Мирослава

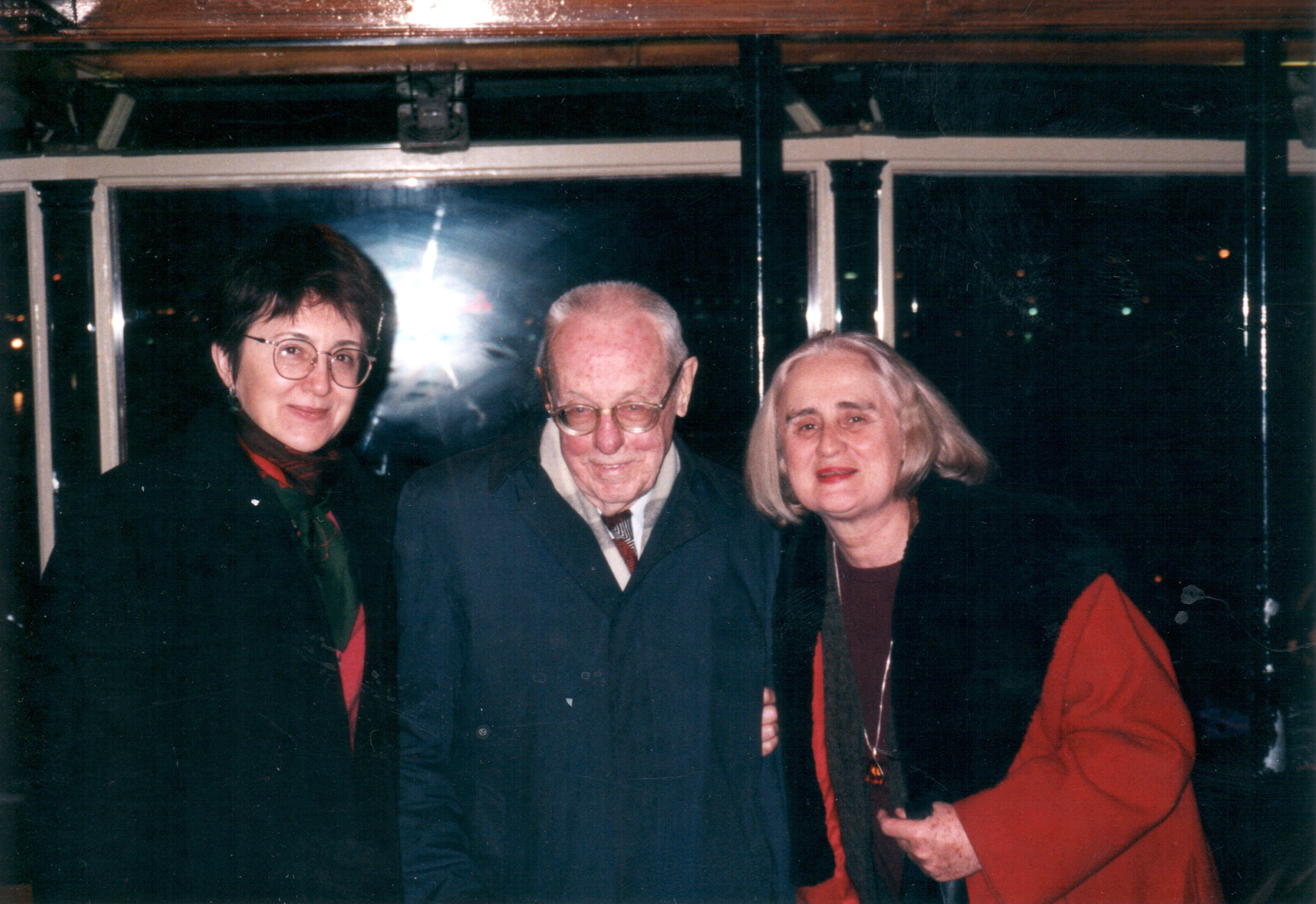
Зліва направо: Тамара Гундорова, Юрій Шевельов та Мирослава Знаєнко (Нью Йорк, 1998)

Мирослава Томоруґ (нар. 15 червня 1933, Стрий), у шлюбі Знаєнко — українська письменниця, славістка, літературознавиця, культуролог. Голова Американської асоціації українських студій (2002). Дійсний член НТШ і УВАН.

## З біографії
Народилася 15 червня 1933 у м. Стрий (Галичина). До 1945 р. перебувала в Чехословаччині, потім — у США. Здобула ступінь бакалавра в Каліфорнійському університеті Берклі (1954), магістра — у Єльському університеті (1956), потім магістра бібліотекарства — в Колумбійському університеті (1959), потім докторат зі слов'янознавства (1973). Працювала в бібліотеках Конгресу та Колумбійського університету (1959–1968).
З 1969 р. — професор слов'янських мов і літератур Ратгерського університету в Ньюарку. З 1980 р. — директор Центру слов'янських і східноєвропейських студій, з 1990 р. — викладачка українських дисциплін у Колумбійському університеті та Інституті Гаррімана.

## Творчість
Авторка монографій «The Gods of Ancient Slavs: Tatischev and the Beginnins of Slavic Mythology»
(1980), «Ukrainica at Hokkaido University» (1995, у співавт.), статей із міфології, чеської та української літератур.
Окремі видання:
- Знаєнко М. Спомини про Вчителя: Юрій Володимирович Шевельов (1908–2002) // СіЧ. — 2009. — № 2. -С. 92-95.